# Home Nations Series
Home Nations Series es una serie de torneos de snooker en las cuatro naciones constituyentes del Reino Unido. Hay un bono de 1,000,000 £ para cualquier jugador que gane los cuatro eventos en la misma temporada.

## Eventos y trofeos
Las copas de los torneos individuales llevan el nombre de conocidos jugadores de billar de los respectivos países:
- Abierto de Inglaterra (Davis Trophy por Steve Davis)
- Abierto de Irlanda del Norte (Higgins Trophy por Alex Higgins)
- Abierto de Escocia (Hendry Trophy por Stephen Hendry)
- Abierto de Gales (Reardon Trophy por Ray Reardon)

## Formato
Todos los torneos son torneos de ranking del World Snooker Tour y se juegan con 128 jugadores. Después de nominar primero a todos los jugadores profesionales, los jugadores invitados serán nominados y finalmente los clasificados de la Q-School. Hasta la ronda eliminatoria, los partidos se juegan al mejor de 7 frames, en los cuartos de final al mejor de 9, semifinales al mejor de 11 y en la final, al mejor de 17.

## Ganadores
| Temporada | Abierto de Inglaterra | Abierto de Irlanda del Norte | Abierto de Escocia | Abierto de Gales |
| --------- | --------------------- | ---------------------------- | ------------------ | ---------------- |
| 2016/2017 | Liang Wenbo           | Mark King                    | Marco Fu           | Stuart Bingham   |
| 2017/2018 | Ronnie O'Sullivan     | Mark Williams                | Neil Robertson     | John Higgins     |
| 2018/2019 | Stuart Bingham        | Judd Trump                   | Mark Allen         | Neil Robertson   |
| 2019/2020 | Mark Selby            | Judd Trump                   | Mark Selby         | Shaun Murphy     |
| 2020/2021 | Judd Trump            | Judd Trump                   | Mark Selby         | Jordan Brown     |
| 2021/2022 | Neil Robertson        | Mark Allen                   | Luca Brecel        | Joe Perry        |
| 2022/2023 | Mark Selby            | Mark Allen                   | Gary Wilson        | Robert Milkins   |
| 2023/2024 | Judd Trump            | Judd Trump                   | Gary Wilson        | Gary Wilson      |
| 2024/2025 | Neil Robertson        | Kyren Wilson                 | Lei Peifan         |                  |

| Jugador que ganó los cuatro torneos en una misma temporada |
| Jugador que ganó dos torneos en una misma temporada        |

## Estadísticas

### Campeones
| Jugador           | Abierto de Inglaterra | Abierto de Irlanda del Norte | Abierto de Escocia | Abierto de Gales | Total |
| ----------------- | --------------------- | ---------------------------- | ------------------ | ---------------- | ----- |
| Judd Trump        | 2                     | 4                            | 0                  | 0                | 6     |
| Mark Selby        | 2                     | 0                            | 2                  | 0                | 4     |
| Neil Robertson    | 2                     | 0                            | 1                  | 1                | 4     |
| Mark Allen        | 0                     | 2                            | 1                  | 0                | 3     |
| Gary Wilson       | 0                     | 0                            | 2                  | 1                | 3     |
| Stuart Bingham    | 1                     | 0                            | 0                  | 1                | 2     |
| Liang Wenbo       | 1                     | 0                            | 0                  | 0                | 1     |
| Mark King         | 0                     | 1                            | 0                  | 0                | 1     |
| Marco Fu          | 0                     | 0                            | 1                  | 0                | 1     |
| Ronnie O'Sullivan | 1                     | 0                            | 0                  | 0                | 1     |
| Mark Williams     | 0                     | 1                            | 0                  | 0                | 1     |
| Kyren Wilson      | 0                     | 1                            | 0                  | 0                | 1     |
| John Higgins      | 0                     | 0                            | 0                  | 1                | 1     |
| Shaun Murphy      | 0                     | 0                            | 0                  | 1                | 1     |
| Jordan Brown      | 0                     | 0                            | 0                  | 1                | 1     |
| Luca Brecel       | 0                     | 0                            | 1                  | 0                | 1     |
| Lei Peifan        | 0                     | 0                            | 1                  | 0                | 1     |
| Joe Perry         | 0                     | 0                            | 0                  | 1                | 1     |
| Robert Milkins    | 0                     | 0                            | 0                  | 1                | 1     |

### Por país
| País              | Jugadores | Total | Primer título | Último título |
| ----------------- | --------- | ----- | ------------- | ------------- |
| Inglaterra        | 10        | 21    | 2016          | 2024          |
| Irlanda del Norte | 2         | 4     | 2018          | 2022          |
| Australia         | 1         | 4     | 2017          | 2024          |
| China             | 2         | 2     | 2016          | 2024          |
| Hong Kong         | 1         | 1     | 2016          | 2016          |
| Gales             | 1         | 1     | 2017          | 2017          |
| Escocia           | 1         | 1     | 2018          | 2018          |
| Bélgica           | 1         | 1     | 2021          | 2021          |